# Csiba Gábor
Csiba Gábor (Sajószentpéter, 1955. szeptember 14. ) magyar orvos, sebész, baleseti sebész, egészségügyi szakközgazdász, jogi szakokleveles orvos.

## Életútja
Az általános iskolát Sajószentpéteren végezte.
1974-ben Pannonhalmán, a Bencés Gimnáziumban érettségizett.
Előfelvéteivel vették fel a Debreceni Orvostudományi Egyetem Általános Orvostudományi Karára. Az egyetem előtt egy évig műtőssegédként dolgozott.
Az egyetem elvégzése után a Miskolci Megyei Vezető Kórházban, a Baleseti Sebészeti Osztályon dolgozott 1991-ig. Általános sebészetből és baleseti sebészetből tett szakvizsgát.1988-ban Belgiumban, Leuvenben a Katolikus Egyetemen, annak orvosi karán az Ortopéd Sebészeten ösztöndíjasként dolgozott.
1991-től a Borsod-Abaúj-Zemplén Megyei Kórház főigazgató helyettese, 1995-től orvosigazgatója. 1993-ban gyakorló kórházi menedzser végzettséget, 1995-ben a Marx Károly Közgazdasági Egyetemen egészségügyi szakközgazdász diplomát szerzett.
2000-ben pályázat útján nevezték ki a Borsod-Abaúj-Zemplén Megyei Kórház és Egyetemi Oktató Kórház főigazgatójává. Ebben a beosztásában 2017. március 31-ig dolgozott. 2003-ban jogi szakokleveles orvos diplomát szerzett a Miskolci Egyetemen.
2008-ban „Vezetés mesterfokon” elnevezésű nemzetközi menedzser oklevelet szerzett a Sheffield University-n (Anglia).
Igazgatása alatt a B.-A.-Z Megyei Kórház uniós és hazai forrásokból 10 éves folyamat eredményeként európai szintű intézménnyé vált, melyben a szívsebészet kivételével valamennyi nagy klinikai és diagnosztikai szakma megtalálható.
Az általa vezetett kórház több, mint 3.000 dolgozója évente 60.000 fekvő- és 1,5 millió járóbeteg látott el.
2017- 2018-ban a Belügyminisztérium miniszteri biztosa.
2007-től a Miskolci Egyetem cimzetes egyetemi docense

### Egészségpolitikai eredményei
2009 - 2015. Csillagpont koncepció: kórház és ellátásszervezés kidolgozása
2010. Csillagpont Rádió: egészségtematikus rádió létrehozása
2010 - 2011. "Chipsadó" ("hamburgeradó", népegészségügyi termékdíj) ötletadója és az ezzel kapcsolatos javaslat kidolgozója

### Társadalmi tevékenysége
- Miskolci Szent Anna Egyházközség Képviselőtestületének elnöke
- Magyar Máltai Szeretetszolgálat Miskolci Csoportjának vezetője
- Több alapítvány , egyesület elnöke
- 1991-től a KDNP tagja, az Országos Elnökség tagja
- 2002-től a FIDESZ tagja
- 1990-2002 között Miskolc Város önkormányzati képviselője (FIDESZ-KDNP)
- 1994-től B.-A.-Z Megyei Közgyűlés tagja (FIDESZ-KDNP)

### Kitüntetései
- 2015. „Putnok Városért” kitüntető plakett[6]
- 2014. Szuverén Máltai Lovagrend Érdemkereszt
- 2012. Miskolci Egyetem Egészségügyi Kar: Salus aegroti.....Díj[7]
- 2012. Semmelweis Ignác-díj[8]
- 2011. Pro Urbe Miskolc díj[1]
- 2008. „Az Év Kórháza” - Díj (a Kórház főigazgatója)
- https://www.facebook.com/drcsibagabor/2008. Pro Comitatu érdemérem (a Kórház főigazgatója)
- 1993. Pro Caritate díj

### Blog
https://www.facebook.com/drcsibagabor/